# White Deer (Texas)
White Deer es un pueblo ubicado en el condado de Carson en el estado estadounidense de Texas. En el censo de 2010 tenía una población de 1000 habitantes y una densidad poblacional de 221,9 personas por km².

## Geografía
White Deer se encuentra ubicado en las coordenadas 35°26′0″N 101°10′33″O / 35.43333, -101.17583. Según la Oficina del Censo de los Estados Unidos, White Deer tiene una superficie total de 4.51 km², de la cual 4.51 km² corresponden a tierra firme y (0%) 0 km² es agua.

## Demografía
Según el censo de 2010, había 1000 personas residiendo en White Deer. La densidad de población era de 221,9 hab./km². De los 1000 habitantes, White Deer estaba compuesto por el 95.2% blancos, el 0.1% eran afroamericanos, el 1.6% eran amerindios, el 0.1% eran asiáticos, el 0% eran isleños del Pacífico, el 0.9% eran de otras razas y el 2.1% pertenecían a dos o más razas. Del total de la población el 6.6% eran hispanos o latinos de cualquier raza.